# 東海地方のド定番 なぜそこまで愛される?太田×石井のデララバ
『東海地方のド定番 なぜそこまで愛される?太田×石井のデララバ』（とうかいちほうのどていばんなぜそこまであいされる？おおたいしいのでららば）は、CBCテレビで2023年5月24日にパイロット版として放送された後、同年10月18日から毎週水曜日の19:00 - 20:00（JST）に放送されているバラエティ番組・グルメ番組である。通称は『太田×石井のデララバ』。

## 概要
太田光（爆笑問題）と石井亮次（CBC出身のフリーアナウンサー）の冠番組。
二人は2021年から定期的に特番をやっており、2023年5月24日放送の「太田×石井のイチから名古屋 味仙に130時間密着SP」を発展させたのが本番組である。
名古屋めしの定番店に密着取材し、その裏側に迫るグルメバラエティー番組となっている。
収録は、隔週水曜日に行われ、基本的に午前中に1本目を収録し、石井が『ゴゴスマ -GO GO!Smile!-』の生放送を終えた後、夕方から2本目の収録を行っている。

## 出演者
MC
- 太田光（爆笑問題）
- 石井亮次

## 放送リスト

### パイロット版
太田×石井のイチから名古屋 味仙に130時間密着SP
| 回  | 放送日         | 密着店 | メニュー     | 備考 |
| --- | -------------- | ------ | ------------ | ---- |
| 0-1 | 2023年 5月24日 | 味仙   | 台湾ラーメン |      |

## ネット局
| 放送対象地域 | 放送局    | 系列    | 放送時間           | 放送期間         | 備考      |
| ------------ | --------- | ------- | ------------------ | ---------------- | --------- |
| 中京広域圏   | CBCテレビ | TBS系列 | 水曜 19:00 - 20:00 | 2023年10月18日 - | 制作局    |
| 日本全域     | BS-TBS    | BS放送  | 日曜 23:00 - 24:00 | 2025年4月6日 -   | [ 注 11 ] |

- 2024年6月19日(水)21時から信越放送（SBC）にて、2023年12月13日放送分『コメダ珈琲店』の回を放送。
- 2024年7月17日(水)20時から新潟放送（BSN）にて、2023年10月25日放送分『CoCo壱番屋』の回を放送。
- 2024年8月28日(水)21時から信越放送（SBC）にて、2023年10月25日放送分『CoCo壱番屋』の回を放送。
- 2024年9月25日(水)21時から信越放送（SBC）にて、2024年5月1日放送分『東山動植物園』の回を放送。
- 2024年10月9日(水)21時から信越放送（SBC）にて、2023年11月15日放送分『寿がきや』の回を放送。
- 2024年11月13日(水)21時から信越放送（SBC）にて、2024年3月20日放送分『名古屋駅の地下街SP』の回を放送。
- 2024年12月18日(水)20時から静岡放送（SBS）にて、2023年12月13日放送分『コメダ珈琲店』の回を放送。また、毎日放送（MBS）にて、2024年2月21日放送分『一宮モーニングサービス』の回を放送。
- 2025年2月5日（水）23時56分から毎日放送（MBS）にて、2023年10月18日放送分『矢場とん』の回を放送。
- 2025年2月19日（水）23時56分から毎日放送（MBS）にて、2024年2月7日及び14日放送分『山本屋本店』の回を放送。
- 2025年5月14日（水）23時56分から毎日放送（MBS）にて、2024年4月10日放送分『あみやき亭』『あさくま』の回を放送。
- 2025年6月5日（木）1時30分から毎日放送（MBS）にて、2024年3月13日放送分『風来坊』の回を放送。
- 2025年6月26日（木）0時58分から毎日放送（MBS）にて、2024年5月22日放送分『モーニングSP』の回を放送。
- 2025年7月3日（木）0時58分から毎日放送（MBS）にて、2024年2月28日放送分『エビフライSP』の回を放送。
- 2025年7月16日（水）23時56分から毎日放送（MBS）にて、2024年12月18日放送分『東山動植物園・鳥羽水族館SP』の回を放送。
- 2025年7月24日（木）1時30分から毎日放送（MBS）にて、2024年4月24日放送分『大須商店街SP』の回を放送。
- 2025年7月31日（木）0時55分から毎日放送（MBS）にて、2024年8月14日放送分『東海3県好きな麺の店ランキング』の回を放送。
- RKB毎日放送、福井放送（FBC）でも単発として不定期放送。

| 配信元 | 更新日時           | 備考                 |
| ------ | ------------------ | -------------------- |
| TVer   | 水曜 12時00分 更新 | 過去半年分を無料配信 |
| Locipo | 水曜 12時00分 更新 | 過去半年分を無料配信 |

## スタッフ

### 現在のスタッフ
- ナレーター：渡辺美香（CBCテレビアナウンサー）
- 構成：八木晴彦、安田聡太、澤木修司
- 編成：萩原雄太
- 広報：中村友寛、丸山蘭那
- 制作：堀場正仁
- 番組アドバイザー：服部恒明
- ディレクター：壁谷公章（CBCクリエイション）／濵森基大、吉田光希（レジスタエックスワン）
- チーフディレクター：安西基樹（CBCクリエイション）／辻あゆみ（レジスタエックスワン）
- プロデューサー：岡本真人（CBCクリエイション）／古田隆文（レジスタエックスワン）
- 演出・プロデューサー：尾田真一
- 制作協力：CBCクリエイション／レジスタエックスワン【週替わり】
- 制作著作：CBCテレビ

## 関連番組
- 太田光×石井亮次 東海3県ぴかりニュース大賞（2021年12月30日）
- 太田×石井が生放送 お金で斬る!東海3県ニュースな人（2022年12月21日）
- 太田×石井のブームを生んだアノ人に新作つくってもらいました。（2022年6月18日）
- 太田石井の多すぎニッポンGP（2025年1月25日）

## 関連書籍
- 『完全版 太田×石井のデララバ 名古屋めしBOOK』 東京ニュース通信社〈TOKYO NEWS MOOK 1199〉2025年3月17日発行[4]、ISBN 978-4-86701-979-5